# Mallin
Mallin était une commune rurale allemande de l'arrondissement du Plateau des lacs mecklembourgeois dans le Mecklembourg-Poméranie-Occidentale.

## Géographie

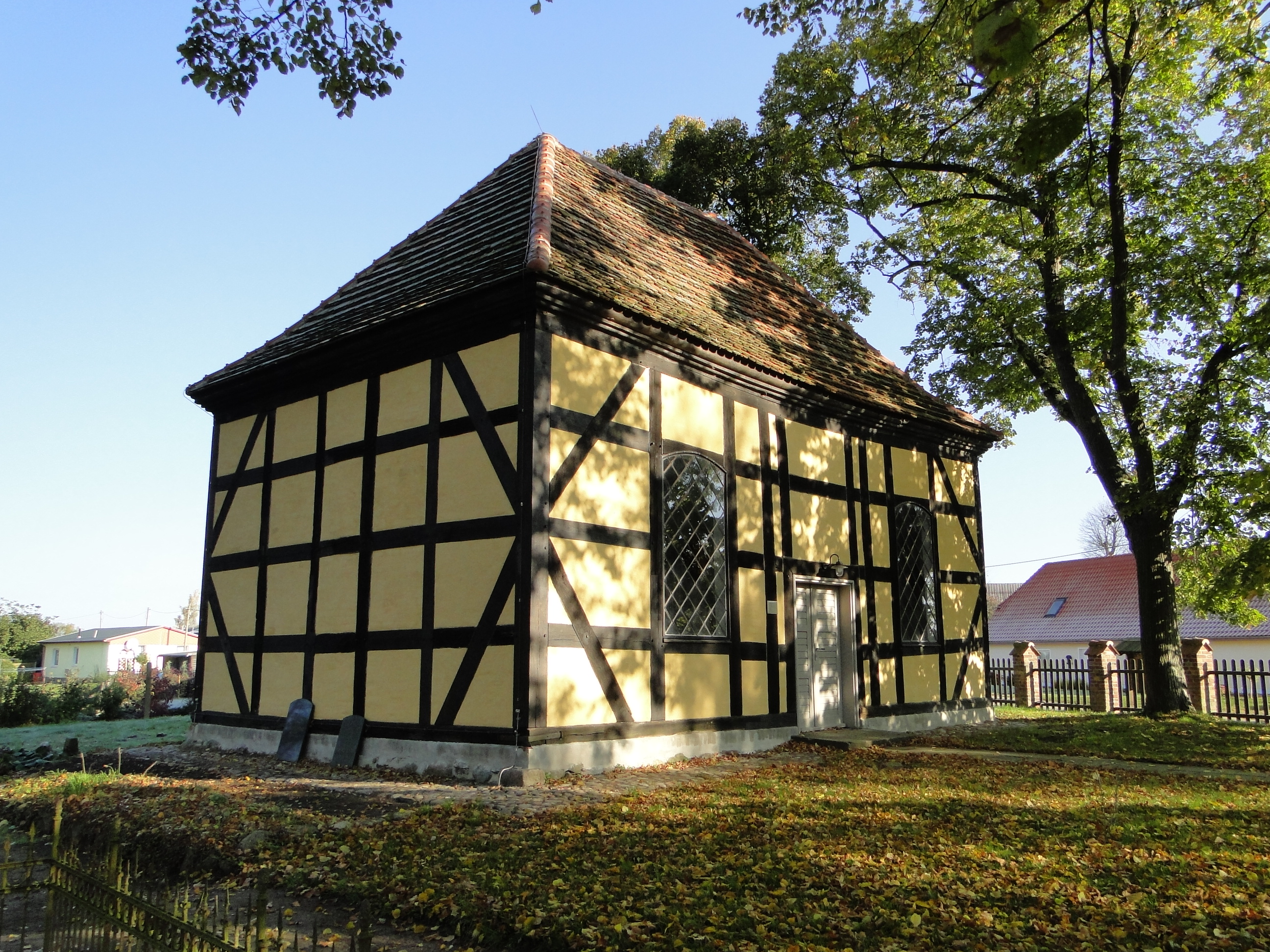
La chapelle de Passentin

Mallin se trouve à l'ouest du lac Tollensesee à six kilomètres de la petite ville de Penzlin et à neuf kilomètres du centre de la ville de Neubrandenburg. Le village de Passentin est rattaché à la commune. Il possède une charmante église à colombages de 1794.

## Histoire

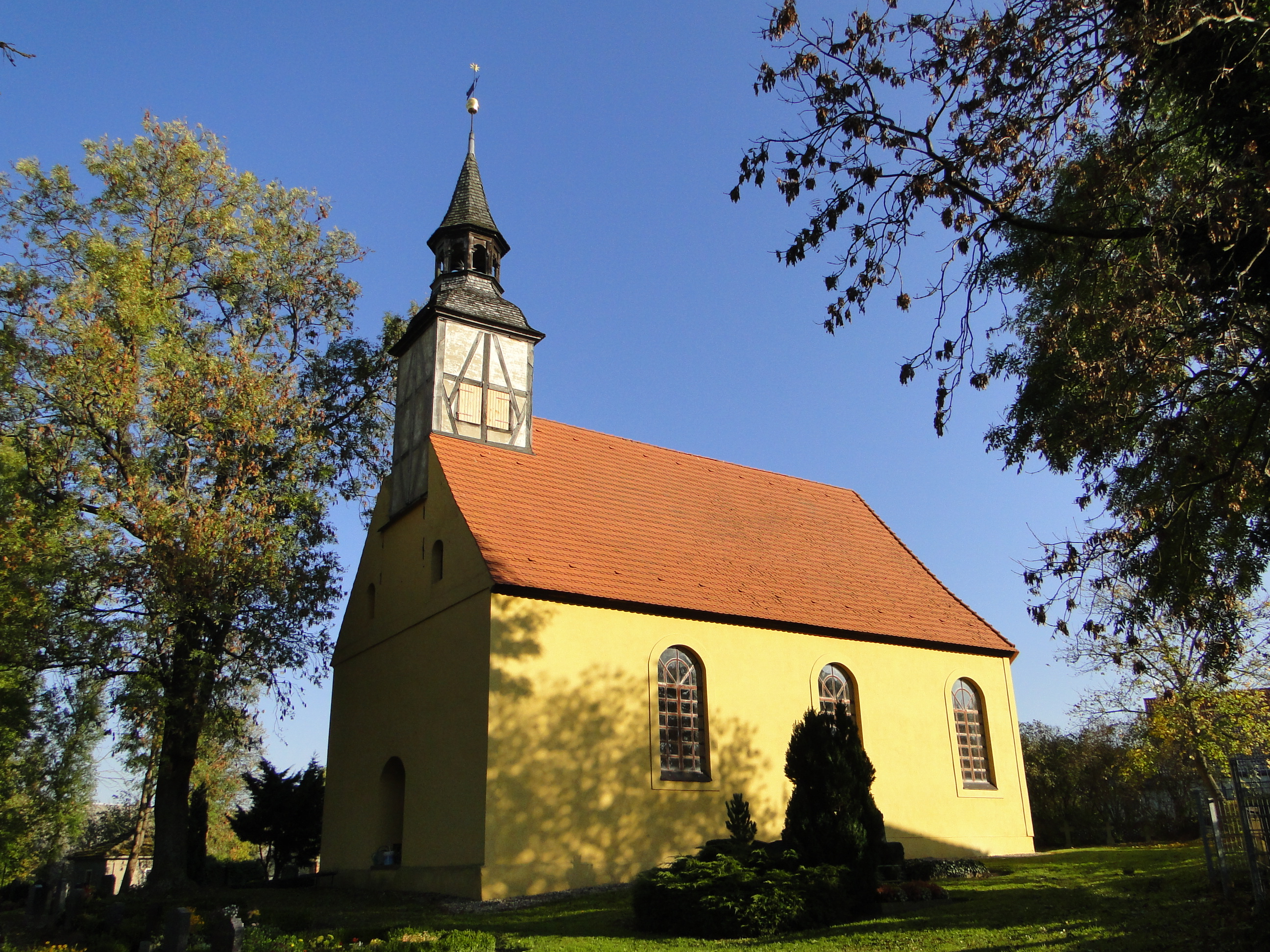
Vue de l'église de Mallin (XVIIIe siècle)

Le village est mentionné en 1348. Il reste du XVe siècle jusqu'à 1857 la possession de la puissante famille von Maltzahn. Le baron von Hauff y fait construire en 1870-1871 le château de Mallin de style néorenaissance.
L'église date de 1757.
Depuis le 1er janvier 2012 elle a fusionné avec la commune de Penzlin dont elle forme désormais un quartier.